# Холл, Джон (физик)
Джон Льюис «Ян» Холл (англ. John Lewis "Jan" Hall; род. 21 августа 1934, Денвер, штат Колорадо, США) — американский физик, лауреат Нобелевской премии по физике 2005 года «За вклад в развитие лазерного высокоточного спектроскопирования и техники прецизионного расчёта светового сдвига в оптических стандартах частоты» совместно с Теодором Хеншем.
Прошёл три ступени в Технологическом институте Карнеги (Carnegie Institute of Technology): бакалавр (1956), магистр (1958) и доктор (1961). Закончил свои постдокторские исследования в Национальном университете стандартов и технологий, и затем работал там с 1962 года до отставки в 2004 году. Читал лекции в Университете Колорадо в Боулдере с 1967 года.

## Награды
- 1984 — Премия Таунса
- 1988 — Премия Дэвиссона−Джермера[англ.]
- 1991 — Медаль Фредерика Айвса
- 1992 — Einstein Prize for Laser Science[англ.]
- 1993 — Премия Артура Шавлова по лазерной физике[англ.]
- 2002 — Премия имени Макса Борна
- 2005 — Нобелевская премия по физике

## Общественная деятельность
В 2016 году подписал письмо с призывом к Greenpeace, Организации Объединённых Наций и правительствам всего мира прекратить борьбу с генетически модифицированными организмами (ГМО).